# Treasurita
La treasurita és un mineral de la classe dels sulfurs que pertany al grup de la lil·lianita. Rep el nom de la mina Treasury Vault, als Estats Units, la seva localitat tipus.

## Característiques
La treasurita és una sulfosal de fórmula química Ag₇Pb₆Bi15S32. Va ser aprovada com a espècie vàlida per l'Associació Mineralògica Internacional l'any 1976. Cristal·litza en el sistema monoclínic.
Segons la classificació de Nickel-Strunz, la treasurita pertany a «02.JB: Sulfosals de l'arquetip PbS, derivats de la galena, amb Pb» juntament amb els següents minerals: diaforita, cosalita, freieslebenita, marrita, cannizzarita, wittita, junoïta, neyita, nordströmita, nuffieldita, proudita, weibul·lita, felbertalita, rouxelita, angelaïta, cuproneyita, geocronita, jordanita, kirkiïta, tsugaruïta, pillaïta, zinkenita, scainiïta, pellouxita, chovanita, aschamalmita, bursaïta, eskimoïta, fizelyita, gustavita, lil·lianita, ourayita, ramdohrita, roshchinita, schirmerita, uchucchacuaïta, ustarasita, vikingita, xilingolita, heyrovskýita, andorita IV, gratonita, marrucciïta, vurroïta i arsenquatrandorita.

## Formació i jaciments
Va ser descoberta a la mina Treasury Vault, situada al districte miner de Geneva, al comtat de Park (Colorado, Estats Units). També ha estat descrita a l'estat de Nou Mèxic, així com a Bolívia, Romania, Polònia, Txèquia, Ucraïna, Rússia, l'Uzbekistan, el Japó i Austràlia.